# 단위 변환
단위 변환(單位變換)은 같은 물리량을 다른 측정 단위로 표현하는 것이다.

## 소프트웨어 도구
소프트웨어 형태의 수많은 변환 도구가 있다. 스프레드시트 데이터베이스와 같은 응용 프로그램의 기능 라이브러리, 계산기, 매크로 패키지 및 수학, 과학 및 기술 응용 프로그램과 같은 다른 많은 응용 프로그램의 플러그인에서 찾을 수 있다.
변환을 통해 수천 개의 다양한 단위를 제공하는 많은 독립 실행형 응용 프로그램이 있다. 예를 들어, 자유 소프트웨어 운동은 리눅스 및 윈도우용 명령줄 유틸리티 GNU Units를 제공한다.

## 같이 보기
- 길이의 단위 변환
- 온도의 단위 변환